# Лазурка (Алтайский край)
Лазурка — село в Змеиногорском районе Алтайского края России. Входит в состав городского поселения город Змеиногорск.

## География
Село находится в южной части Алтайского края, у южного подножия Колыванского хребта, преимущественно на правом берегу реки Большая Гольцовка (бассейн реки Обь), на расстоянии примерно 13 километров (по прямой) к юго-востоку от города Змеиногорск, административного центра района. Абсолютная высота — 489 метров над уровнем моря.

Климат умеренный, континентальный. Средняя температура января составляет −15,1 °C, июля — +19,2 °C. Годовое количество атмосферных осадков — 650 мм.

## История
В 1899 году в посёлке Лазурьевский, относившемуся к Змеиногорской волости Змеиногорского уезда, имелось 20 дворов (12 крестьянских и 8 некрестьянских) и проживало 116 человек (67 мужчины и 59 женщин).

## Население
| 2010 | 2011 | 2012 | 2013 | 2014 | 2015 | 2016 | 2017 | 2018 | 2019 | 2020 | 2021 |
| ---- | ---- | ---- | ---- | ---- | ---- | ---- | ---- | ---- | ---- | ---- | ---- |
| 201  | ↘199 | ↘190 | ↘187 | ↗191 | ↘178 | ↘169 | ↘164 | ↘157 | ↘154 | ↘153 | ↘122 |

Согласно результатам переписи 2002 года, в национальной структуре населения русские составляли 96 %.

## Инфраструктура
В селе функционируют основная общеобразовательная школа, фельдшерско-акушерский пункт (филиал КГБУЗ «Центральная районная больница г. Змеиногорска»), дом досуга, библиотека и отделение Почты России.

## Улицы
Уличная сеть села состоит из девяти улиц.